# Kienle Cirque
Der Kienle Cirque ist ein mit Eis angefüllter Bergkessel auf White Island im antarktischen Ross-Archipel. Mit einem Durchmesser von 3 km ist er der größte Bergkessel im Westen der Insel.
Das Advisory Committee on Antarctic Names benannte ihn 1999 nach dem Vulkanologen Jürgen Kienle (1938–1996) von der University of Alaska in Fairbanks, der in sechs Kampagnen von 1981 bis 1986 die Untersuchungen zur vulkanischen und seismischen Aktivität des Mount Erebus auf der benachbarten Ross-Insel geleitet hatte.